# Aerogerador por vibração
Um aerogerador por vibração é um mecanismo de geração de energia eólica através da vibração de hastes verticais leves. Este sistema, que se desvia significativamente do design convencional de turbinas eólicas, utiliza hastes verticais de fibra de carbono que vibram com o vento, eliminando a necessidade de pás e rotores.
A ideia por trás do aerogerador por vibração surgiu do estudo do colapso da Ponte Tacoma Narrows em 1940, um evento paradigmático no campo da ressonância aerodinâmica. O conceito, que utiliza o fenômeno de vortex shedding, descrito pelo físico Theodore von Kármán, envolve o uso do fluxo de vento para gerar um padrão cíclico de vórtices, fazendo vibrar um dispositivo cilíndrico fixado no solo. Esta oscilação produz energia mecânica, que é depois convertida em eletricidade.

## Mecanismos e Componentes
Os geradores eólicos por vibração são compostos por hastes verticais (geralmente fibra de carbono e de vidro) que oscilam perpendicularmente ao fluxo de vento. É extremamente importante  se usar compostos elasticos, pois quanto mais ela conseguir vibrar, mais energia ela consegue gerar.
A operação do aerogerador por Vibração baseia-se em ressonância aeroelástica. O dispositivo então aproveita a energia do vento ao entrar em ressonância devido ao efeito aerodinâmico conhecido como desprendimento de vórtices para vibrar e então transformar a energia mecânica em eletricidade por meio de um alternador integrado.

## Economia e Eficiência
Por ter um design simplificado com menos partes moveis, os geradores eólicos por vibração reduzem significativamente os custos de manutenção e operação.
A proposta é de 30% a mais de econômia em comparação aos "aerogeradores por rotação", levando em conta os custos reduzidos de instalação e manutenção. Adicionalmente, a natureza compacta deste sistema permite uma instalação mais densa, otimizando o uso do espaço. Outras fontes apontam custos de fabricação 53% menores e custos operacionais 51% mais baratos para uma turbina sem pás de um megawatt.

## Impactos Ambientais
Devido à sua operação mais silenciosa e ao design sem grandes movimentossem pás, minimiza os riscos para a fauna, em especial as aves. Essas características posicionam a tecnologia como uma alternativa sustentável e menos invasiva na geração de energia eólica para a fauna. A tecnologia também reduz o impacto visual e sonoro, além de ser mais segura para o ambiente urbano, se apresentando como uma alternativa mais sustentável e menos invasiva para a geração de energia eólica.